# Benjamin Swan
Benjamin Swan (* 12. November 1762 in Worcester, Province of Massachusetts Bay; † 11. April 1839 in Woodstock, Vermont) war ein US-amerikanischer Kaufmann, Bankier und Politiker, der von 1800 bis 1833 State Treasurer von Vermont war.

## Leben
Swan wurde in Worcester, Massachusetts als Sohn von William Swan und Lavina Keyes Swan geboren. Er machte eine Ausbildung zum Kaufmann in Worcester, Boston und Montreal, bevor er im Jahr 1791 nach Woodstock, Vermont zog.
Swan arbeitete als Kaufmann und war ebenfalls als Bankier erfolgreich. So gehörte er zum Board of Directors der Vermont State Bank. Auch war er Besitzer oder Partner in mehreren Unternehmungen, zu diesen gehörte auch eine Kalisalz-Fabrik.
Als Mitglied der Föderalistischen Partei war Swan in verschiedenen öffentlichen Ämtern tätig. Er war Friedensrichter zu einer Zeit, als die Amtsinhaber noch in Gerichtsverfahren tätig waren. In der Miliz von Vermont war er im Rang eines Majors aktiv.
Im Jahr 1796 wurde Swan zum Clerk des Countys ernannt. Dieses Amt hatte er bis zu seinem Tod inne. Zum State Treasurer von Vermont wurde Swan im Jahr 1800 gewählt. Er übte dieses Amt bis zum Jahr 1833 aus und ist damit der Treasurer mit der längsten Amtszeit. Nach vielen Jahren und Wahlen, in denen er praktisch einstimmig wiedergewählt wurde, selbst nach dem Ende der Föderalistischen Partei, verlor Swan im Jahr 1833 die Wahl knapp gegen Augustine Clarke mit 19.661 (50,8 %) zu 19.056 (49,2 %). Swan gehörte den Freimaurern an.
Benjamin Swan war mit Lucy Gay verheiratet. Ihre Kinder waren Benjamin (1805–1852), William (1807–1811), Lucy (1810–1892), William († 1816), Eleanor († 1817) und Mary (1813–1867).
Swan starb in Woodstock am 11. April 1839. Sein Grab befindet sich auf dem River Street Cemetery in Woodstock.
Swans Bruder Timothy Swan war ein exzentrischer Komponist und Dichter, der in Suffield lebte. Seine Schwester Lavina war mit dem Vizegouverneur von Vermont, Jonathan Hunt, verheiratet.

## Das Benjamin Swan Haus

Benjamin Swan Haus

Das Major Benjamin Swan Haus in der 37 Elm Street in Woodstock wurde in der Mitte der 1790er Jahre gebaut. Es ist ein  Wahrzeichen des Orts und ist ein privat geführter Wohnsitz.